# (4329) Miró
(329 Miró) és un asteroide que orbita al voltant del Sol, entre Mart i Júpiter, en l'anomenat cinturó principal d'asteroides, a una distància mitjana de 2,26 vegades la distància entre la Terra i el Sol.

## Història
La Fundació Joan Miró va sol·licitar a la Unió Astronòmica Internacional que un cos celeste obtingués el nom de Joan Miró. El Minor Planet Center, el centre de la UAI dedicat a la detecció d'asteroides al sistema solar, fou l'entitat encarregada de determinar que l'asteroide 4329 digui el nom de 4329 Miró. L'asteroide va ser descobert l'any 1982 per l'astrònom nord-americà Laurence G. Taff a Socorro, Nou Mèxic.

## Motivació
La motivació principal que va portar a la Fundació Joan Miró a sol·licitar el nom de Joan Miró per a un cos celeste fou la forta visió cosmològica de l'obra de l'artista. Els signes mironians de les estrelles, la lluna, el sol o les constel·lacions són part ineludible del seu imaginari. A partir de l'esclat de la Segona Guerra Mundial, Miró treballa en les Constel·lacions, una sèrie de vint-i-tres obres amb figures ingràvides plenes de signes celestes. Per a la Fundació Joan Miró, el fet que un asteroide prengui el nom de Joan Miró fou una manera de commemorar els 30 anys de la mort de l'artista, mort el 25 de desembre de 1983.